# 具足戒
具足戒（羅馬化：Upasampadā），指佛教信眾在出家加入僧團成為出家眾後，成為比丘或比丘尼時所应接受與遵行的戒律，也就是指波羅提木叉。發誓遵守波羅提木叉，是成為僧團成員的先決條件。一般的在家居士，可以依照自己的環境與自我期待，選擇遵守或不遵守某些戒律；但是成為出家眾，就必須要遵守完整的波羅提木叉，故称为“具足”。接受具足戒之後，正式成為僧團成員，才能被稱為比丘或比丘尼。

## 戒律內容
南傳佛教比丘戒爲227條，南傳比丘戒爲311條。北傳佛教《四分律》比丘戒有250條，比丘尼戒有三四八戒，又稱
㈠ 戒律內容
南傳佛教比丘或比丘尼的戒律稱爲：Pātimokkha 波羅提木叉，中文翻譯爲：別解脫律儀。
南傳佛教比丘戒為227條，南傳佛教比丘尼戒爲311條。
北傳佛教《四分律》比丘戒有250條戒，比丘尼戒有348條戒。
南傳佛教的比丘或比丘尼Pātimokkha分爲以下條目：
1.波羅夷 Pārājika
波羅夷（比丘四條，比丘尼八條）：行淫、偷竊、殺人和妄稱得證上人法，均屬大罪，違犯者必須逐出僧團。
2. 僧殘
條目：僧殘 Saṅghādisesa
僧殘（比丘十三條，比丘尼十七條）：故意洩精、故意觸摸女人、充當男女私通牽線、私自建造房屋、誹謗其他比丘、挑撥離間和不聽忠告等，屬於重罪，犯者接受六夜摩那陲滅罪法，然後在僧團大眾面前認罪懺悔，由僧團20位僧衆羥磨同意後，方能恢復僧尼的資格。
3.不定，Aniyata
不定（比丘二）：獨自與婦女一起坐在隱蔽處，犯者視情況定為波羅夷、僧殘或捨墮。比丘尼沒有不定的戒條。
4. 捨墮
捨墮（比丘三十條，比丘尼三十條）：衣缽臥具超過應有數量或不依規定獲得、使用，犯者須當眾懺悔，衣缽臥具沒收。
5. 單墮 Suddhapācittiya
單墮（比丘九十條，比丘尼一百六十六條）：妄語、毀訾語、兩舌、與婦女同屋住宿、比丘和非親比丘尼結伴而行、比丘和比丘尼一起坐在隱蔽處、飲食過量、貪吃魚肉乳酪、飲酒、殺害牲畜和飲用有蟲之水等，犯者須當眾懺悔。
6. 波羅提提舍尼 Pātidesaniya
波羅提提舍尼（比丘四條，比丘尼八條）：比丘從非親比丘尼中接受食物、未受邀請而自取食物、或住處危險而不事先向前來送食的施主說明，犯者須懺悔。
7. 眾學處
眾學處（比丘75條，比丘尼75條）：有關服裝、飲食和說法等等日常行為的戒律。
8.0滅諍法
滅諍（比丘七條，比丘尼七條）：有關平息僧團內部紛爭的方法（包括現前止諍、憶念止諍、不癡止諍、自言自語地止諍、覓罪相止諍、多覓罪相止諍、如草覆地止諍）。

## 受戒儀式
受具足戒有其一定的規矩在。首先，求受戒者應年滿二十歲，以及是人类，如果是阉人，变性，双性，并非人类等不准出家及受净戒此乃佛制，身心俱無障礙且有心求受戒者，方可允准受戒。受戒前應如法恭請「三師七證」作為十方戒子之得戒、羯磨、教授三師和尚以及尊證七師。受具足戒之後，才正式具備了比丘或比丘尼的身分。佛制初一十五举行布萨忏悔诵戒，破重戒者驱逐僧团，在布萨期间不得有未受比丘戒者，在家人不准进入寺院精舍，有此人，僧侣将其驱出。
在舉行授戒儀式時，會由羯摩和尚向大眾宣告「僧某某某將加入僧團」（一白），之後連問三次大眾有無反對意見（三羯摩），此稱「一白三羯摩」。